# كيو يالينز
كيو يالينز (بالهولندية: Kew Jaliens)‏ (مواليد 15 سبتمبر 1978) هو لاعب كرة قدم. يلعب مع منتخب هولندا لكرة القدم. سبق له أن لعب في كأس العالم لكرة القدم مع منتخب بلاده.

## روابط خارجية
- كيو يالينز على موقع الاتحاد الدولي (مؤرشف)  (الإنجليزية)
- كيو يالينز على موقع الاتحاد الأوربي (الإنجليزية)
- كيو يالينز على موقع قاعدة بيانات كرة القدم.إي يو (الإنجليزية)
- كيو يالينز على موقع ناشيونال فوتبول تيمز (الإنجليزية)
- كيو يالينز على موقع Soccerway.com (الإنجليزية)
- كيو يالينز على موقع عالم كرة القدم.نت (الإنجليزية)
- كيو يالينز على موقع أوليمبيديا (الإنجليزية)